# Nepal Railways
Pour les articles homonymes, voir NR et NRC.
Nepal Railways (NR), ou sous forme longue Nepal Railways Corporation Ltd. (NRC), abrégé en népalais : ने. रे, est l'entreprise publique qui exploite le réseau ferroviaire du Népal. Elle est sous la surveillance du ministère des Chemins de fer du gouvernement central.
L'entreprise entretient et exploite deux lignes de trains : la ligne Raxaul-Sirsiya : longue de 6 km, à voie indienne, voie large de 1 676 mm (5 pieds 6 pouces), elle relie Raxaul (en) en Inde au port sec de Sirsiya (en) (le Sirsiya Inland Container Depot), près de Birganj, au Népal. Il s'agit d'une ligne de fret ; et la Janakpur Railway : longue de 53 km, à voie étroite de 762 mm (2 pieds 6 pouces), elle relie la gare de Jaynagar (en), à Jaynagar, en Inde à Janakpur au Népal. Il s'agit d'une ligne principalement affectée au transport de passagers. Des travaux d'élargissement sont en cours depuis 2016.
La capitale Katmandou n'est actuellement pas desservie par le chemin de fer.

## Histoire
L'histoire ferroviaire du Népal commence avec la création en 1927 de la première entreprise nationale ferroviaire, la Nepal Government Railway (en). Sous la dynastie Rana (en), sous Chandra Shumsher Jang Bahadur Rana (en), une première section de ligne de chemin de fer, reliant Raxaul (en) à Amlekhagunj, est construite. Les 39 km à voie étroite de 762 mm sont construits par les Britanniques. Cette liaison ferroviaire permet alors à la population de différentes régions de rejoindre plus facilement Amlekhganj et d'y prendre des camions pour Bhimfedi, d'où Katmandou pouvait être rejoint à pied. La ligne sera par la suite fermée.
Le Janakpur Railway est également construit en voie étroite de 762 mm sous la dynastie Rana. Cette section faisait initialement la liaison entre Jayanagar, Janakpur et Bijalpura (en). La ligne est en travaux depuis 2016 pour un élargissement à 1 676 mm (5 pieds 6 pouces) et un prolongement jusqu'à Bardibas (en).
Quant à la ligne de fret reliant le port sec de Sirsiya (en), il s'agit d'une petite section de la ligne totalisant 1 676 km et reliant le port de Calcutta à différentes gares de fret du pays. La rénovation et la mise à voie indienne de la ligne a été réalisée par Indian Railways et les travaux se sont achevés en 2005. Le port sec de Sirsiya, à 700 km de Calcutta, est le plus important point d'entrée pour les importations népalaises, et est essentielle pour le commerce intérieur et extérieur du Népal.

## Projets
Le Népal dispose d'ambitieux projets de liaisons ferroviaires, la liaison Est-Ouest et la liaison Nord-Sud, passant toutes deux par Katmandou et reliant le pays aux réseaux ferroviaires indien et chinois.
La ligne Lumbini-Hetauda-Janakpur constituerait la première section de la liaison Est-Ouest. Elle pourrait à la fois constituer un atout pour le développement touristique, et un moyen économique de développer le commerce extérieur.
Le port sec de Sirsiya (en) était le à être connecté par voie large. Biratnagar pourrait devenir le deuxième, et Mahendranagar[Lequel ?] le suivant.
Le bureau d'études RITES (en), de l'Indian Railways, a étudié plusieurs projets de lignes à voie large au Népal : New Jalpaiguri (Inde) à Kakarbhitta (Népal) ; Jogbani (Inde) à Biratnagar (Népal) ; Nautanwa (Inde) à Bhairahawa (Népal) ; Nepalganj Road (Inde) à Nepalganj (Népal).